# Becherkachel

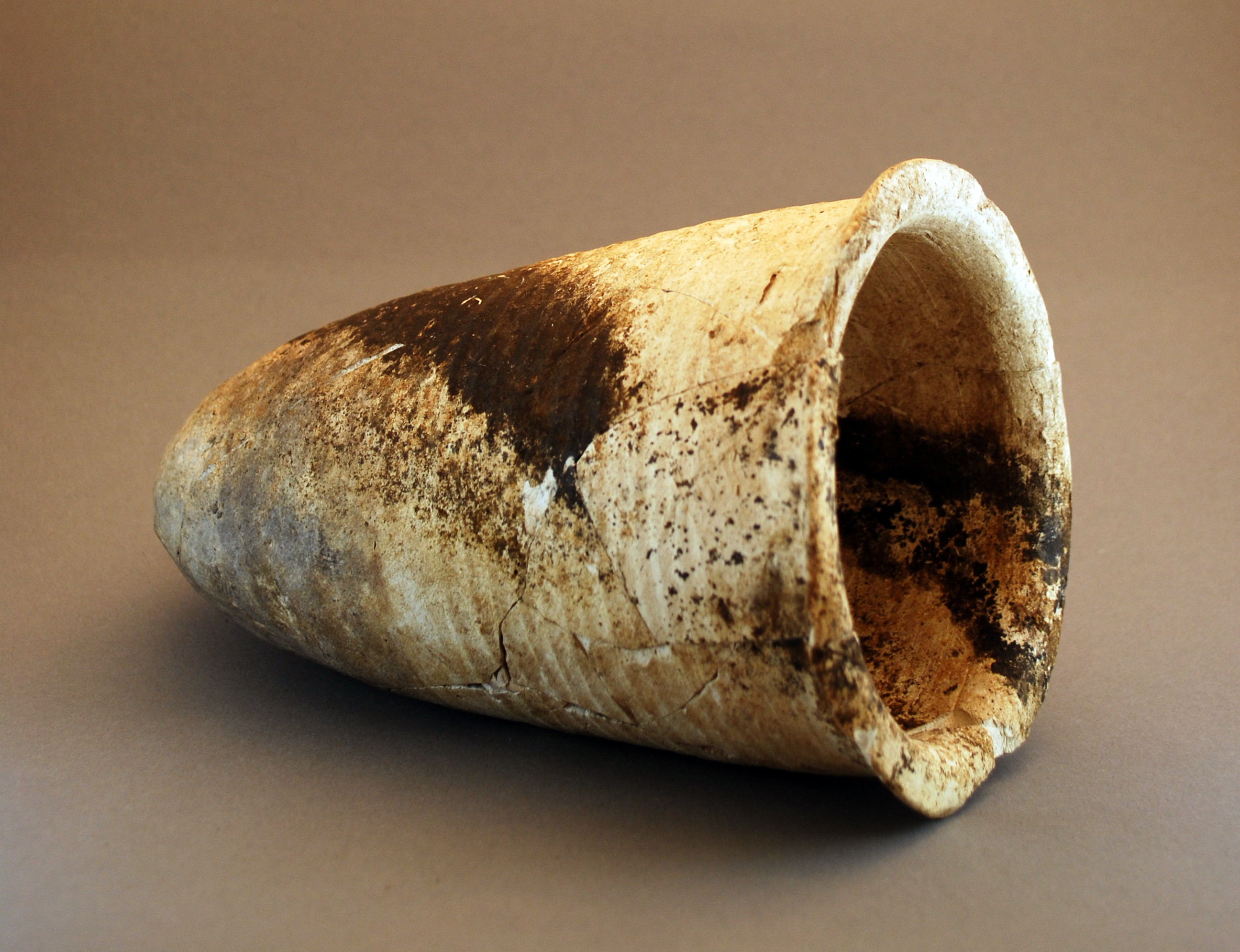
Becherkachel, Rheinland 13. Jh.

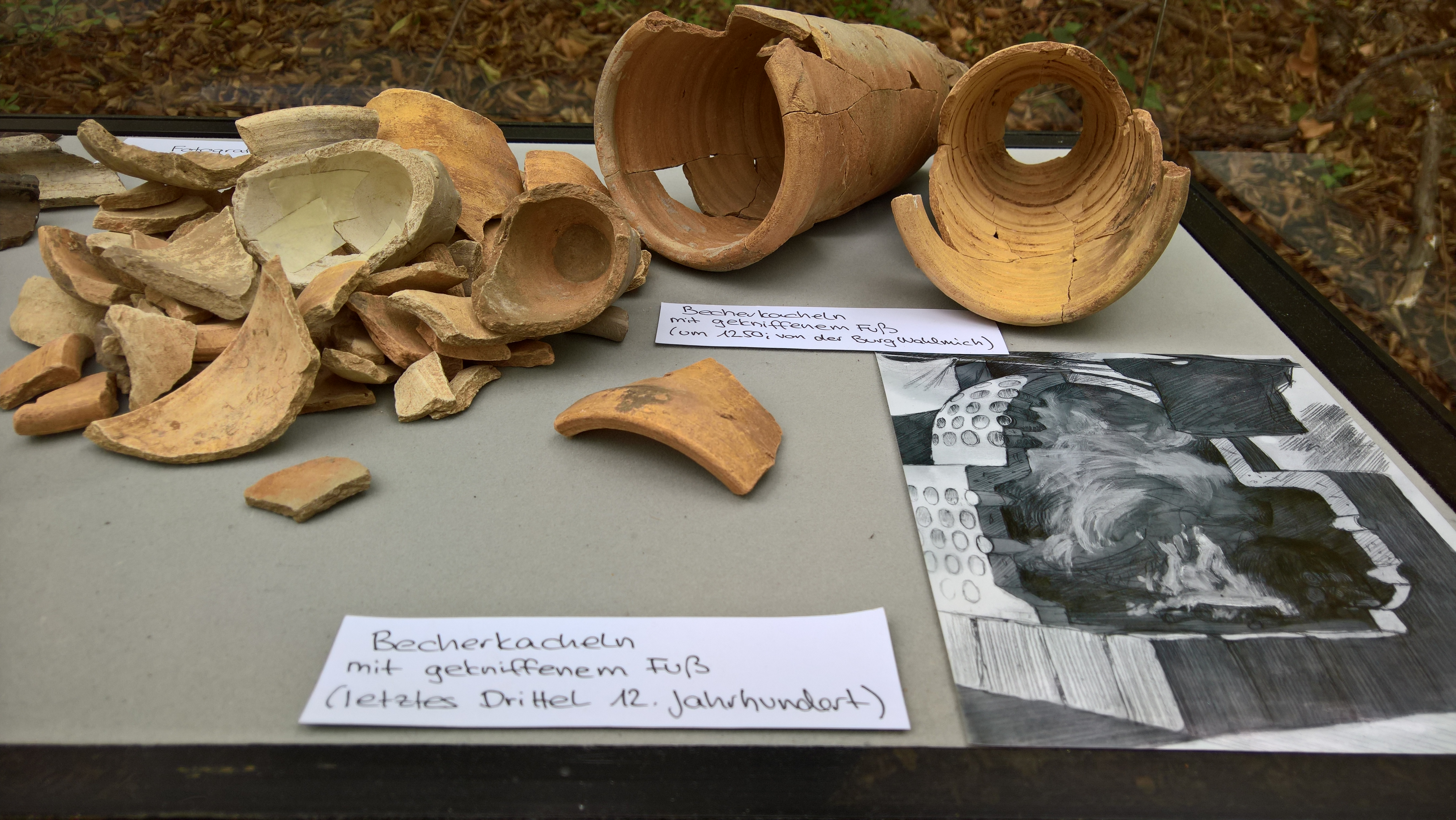
Becherkacheln und -Fragmente mit gekniffenem Fuß von der zweiten Hälfte des 13. Jh. aus den Ausgrabungen des ASP von 2016 bis 2018 auf der Kugelburg und der Burg Wahlmich im Spessart

Eine Becherkachel, auch Wölbtopf genannt, ist eine antike bis mittelalterliche Ofenkeramik. Sie hat die Form von konischen Hohlkörpern aus Irdenware oder Steinzeug und war in den Kuppeln von Heiz- oder Gewerbeöfen verbaut. Becherkacheln sind bereits seit der frühen römischen Kaiserzeit bekannt.

## Form
Die meist scheibengedrehten Becherkacheln haben in der Regel einen gestreckt bauchigen, konischen Gefäßkörper ohne Boden mit einer weit ausgebogenen Öffnung. Im archäologischen Kontext werden sie häufig mit Gefäßkeramik verwechselt, insbesondere wenn nur einzelne Fragmente gefunden werden. Jedoch haben sie keine direkte typologische Entsprechung in den entsprechenden Fundinventaren. Besonders bei römischen Öfen wurden allerdings des Öfteren statt eigens hergestellter Becherkacheln auch Fehlbrände anderer Gefäßformen (Krüge etc.) verbaut vorgefunden.

## Funktion
Becherkacheln verringerten das Gewicht der Kuppel, was die Stabilität der Ofenkonstruktion verbesserte. Wenn die Gefäße mit der Öffnung nach außen eingesetzt werden, vergrößert sich die Oberfläche der Außenhaut des Ofens und nach dem Anheizen erfolgt eine schnellere Wärmeabgabe.
Ein musealer Nachbau eines mittelalterlichen Ofens mit Becherkacheln befindet sich im Museum Schloss Kyburg. Ein weiterer Nachbau befindet sich in der Bachritterburg Kanzach.